# Digimon All-Star Rumble
Digimon All-Star Rumble è un videogioco picchiaduro pubblicato nel novembre 2014 per le piattaforme Xbox 360 e PlayStation 3. Il gioco prevede scontri in ampi scenari fra i vari personaggi presenti. È il terzo capitolo della saga Rumble ed il sesto gioco picchiaduro del franchise Digimon. In Europa, in America e in Australia il gioco è uscito a novembre 2014; in Giappone non è stato pubblicato.

## Menù
Nel gioco ci sono 4 voci principali:
- Storia: Gioca la storia di uno dei 12 digimon giocabili.
- Battaglia: Lotta contro la CPU o in modalità multigiocatore fino a 4 giocatori.
- Collezione: Vedi le digicarte raccolte nella storia o acquista le offerte limitate.
- Opzioni: Modifica le varie impostazioni di gioco.

## Trama
Dopo varie vicende DigiWorld è in pace, ma i digimon si annoiano, dato che senza battaglie non hanno bisogno di digievolvere. Così viene organizzato il TEMD (Torneo Evoluzione Mostri Digitali). Ognuno dei 12 personaggi avrà uno scopo per partecipare al torneo e vincere. Agumon vorrà partecipare per voglia. Gabumon per colpa di Agumon. Shoutmon per poter diventare il re dei digimon. Dorulumon vorrà partecipare per scoprire le ragioni di strani avvenimenti di DigiWorld. Veemon vorrà per poter battere Agumon. Wormmon per poter mostrare il suo coraggio. Biyomon per avere più muscoli, in modo da tornare a volare. Tentomon per soldi. Gomamon anche lui per voglia. Gatomon per indagare sui strani avvenimenti di DigiWorld sotto ordine di MagnaDramon. Impmon per poter rovinare la festa ai digimon. E infine Guilmon perché glielo dirà una misteriosa voce. Dopo che uno dei digimon scelti per giocare la storia avrà vinto il torneo verrà avvisato da MagnaDramon che l'obbiettivo del torneo era rivelare l'eroe di DigiWorld dato che un virus ha contaminato la mente di uno dei digimon leggendari e l'unico a poter fermare questa catastrofe sembra essere l'eroe di DigiWorld. Così il digimon scelto per fare la modalità storia dovrà sconfiggere il virus, sconfiggendo il digimon leggendario contaminato.

## Modalità di gioco

### Modalità Storia
La Storia consiste nel proseguire in 8 livelli di cui i primi 7 fanno parte del torneo e l'ottavo è il finale.I livelli consistono nel proseguire e sconfiggere i vari nemici, prendere più potenziamenti possibili, evitare le trappole (dal quinto livello in poi) e attivare le varie leve per proseguire. Alla fine dei livelli si troverà il digimon che bisognerà affrontare per proseguire. Una volta sconfitto l'avversario apparirà un teletrasporto, avvicinandosi ad esso bisognerà salvare e proseguire nel prossimo livello. Nell'area del digimon avversario (appare nell'ultimo livello) ci sono delle cabine telefoniche dove si potrà salvare il gioco. Alla fine dell'ottavo livello ci sarà il digimon leggendario, ovvero il Boss del personaggio. Una volta sconfitto, ci sarà il finale del personaggio scelto. Ci sono vari oggetti che si possono prendere aprendo casse o sconfiggendo nemici.
- Bit: Sono i soldi del gioco. La moneta semplice vale 10, la moneta d'oro vale 20 e il lingotto d'oro vale 100.
- Sfere verdi: Sfere che fanno recuperare mana. La sfera piccola recupera 10 e la sfera grande 50.
- Cibo: Fa recuperare un po' di vita.
- Digicarte: Si trovano in alcuni forzieri e alcune si possono equipaggiare con il personaggio scelto.

### Battaglia
Il gameplay della battaglia in questo gioco è più o meno simile al gameplay dei giochi della serie Super Smash Bros.Gli scontri si svolgono in scenari abbastanza ampi. Ci sono più modalità di battaglia con un preciso obbiettivo.
- Punti: In questa modalità bisognerà eliminare il digimon avversario più volte possibili.Vince il giocatore che riesce a fare il maggior numero di sconfitte allo scadere del tempo.
- Sopravvivenza: In questa modalità bisognerà eliminare il digimon avversario 3 volte. Vince il giocatore che riesce a eliminare 3 volte l'avversario per primo.
- Danno: In questa modalità bisogna colpire il digimon più volte possibili.Vince il giocatore che riesce a fare il maggior numero di danni allo scadere del tempo.
- Bandiera: In questa modalità bisognerà prendere una bandiera per ottenere punti.Più il tempo passa, più la bandiera dà punti.Se si finisce a terra o si viene eliminati, la bandiera si staccerà dal giocatore.Vince chi avrà fatto più punti con la bandiera allo scadere del tempo.Se si colpisce l'avversario mentre uno dei due digimon possiede la bandiera si otterranno punti, questa cosa può succedere anche per chi ha la bandiera.
- Bomba: Questa modalità è simile alla sopravvivenza con l'unica differenza che i giocatori terranno una bomba.Se il digimon viene colpito più volte la bomba alla fine scoppierà e il digimon perderà istantaneamente una vita.Se il digimon viene eliminato prima che la bomba scoppi, la bomba scoppierà dopo che il digimon è sparito.

Principalmente bisogna colpire l'avversario per compiere i vari obbiettivi. Ognuno avrà una barra rossa e una verde. La barra rossa rappresenta la vita, se si svuota il digimon viene eliminato. La barra verde è una sorta di "mana" che permette di usare gli attacchi con il tasto posizionato sopra (triangolo o Y). La barra verde può essere riempita colpendo l'avversario. Poi c'è una barra circolare che si può riempire sempre colpendo l'avversario e una volta riempita si può premere RB e LB o R1 e L1 per poter compiere la Digievoluzione e diventare più forti. La Digievoluzione ha un tempo limitato. Riempiendo di nuovo la barra circolare con la Digievoluzione attivata e premendo gli stessi tasti si potrà usare l'attacco supremo, dopo averlo utilizzato la Digievoluzione terminerà. Ci sono vari power-up che appariranno durante la battaglia.
- Fulmine: Apparirà un cerchio elettrico che va ovunque il digimon vada. Se si preme il tasto destro(X o quadrato) quando il cerchio è sull'avversario lo si colpirà e stordirà per qualche secondo.
- Missile: Se si preme il tasto destro il missile una volta preso andrà in direzione del digimon e se riesce a prenderlo gli infliggerà un danno ingente.
- Gas Numemon: Se si colpisce il nemico con questo gas lo si trasformerà in un numemon e sarà più vulnerabile.
- Cibo: Fa recuperare col tempo un po' di energia.Se si viene colpiti durante la cura, questa si interromperà.
- Quadro Digievoluzione: Se si prende ci si potrà istantaneamente Digievolvere.

## Scenari
Nel gioco ci sono 10 scenari.
- Pianure digitali
- Città dei giocattoli
- Città industriale
- Tiny valley
- Castello del re
- Pozzo di lava
- Santuario di Proton
- Foresta primitiva
- Stazione digitale
- Spiaggia di Coela

La pianura digitale è il primo livello della storia, il santuario il secondo, la città digitale il terzo, la stazione digitale il quarto, la foresta primitiva il quinto, il castello del re il sesto, la spiggia di Coela il settimo e il pozzo di lava l'ultimo.

## Digicarte
Le digicarte sono oggetti che si possono equipaggiare sui digimon. Ne esistono di due tipi, attacco e difesa. Le carte hanno effetto alla fine di una combo, il digimon che compie la combo usa una carta d'attacco, il digimon che la subisce usa una carta difesa. Vince la carta con più valore. Se la carta che vince è d'attacco, la combo avrà un vantaggio (Es.ulteriori danni, PE aumentati), se la carta che vince è di difesa la combo finisce normalmente con uno svantaggio (es.stordimento, PE diminuiti). Non tutte le carte possono essere equipaggiate con tutti i digimon giocabili. Le digicarte possono trovarsi in modalità storia o acquistando le offerte limitate nella collezione.

## Personaggi
I vari personaggi presenti nel gioco.
Personaggi giocabili: Tra i personaggi giocabili ce ne sono 2 di Digimon Fusion Battles (Xros Wars), 6 di Digimon Adventure, 2 di Digimon Adventure 02 e 2 di Digimon Tamers.
- Shoutmon: Protagonista della prima parte di Fusion Battles. Digievolve in OmegaShoutmon di cui l'attacco supremo è "Doppia palla di fuoco".
- Dorulumon: Protagonista secondario della prima parte di Fusion Battles. Non avendo una Digievoluzione Digifonde in ShoutmonX4 di cui l'attacco supremo e"Grande spada della vittoria".
- Agumon: Uno dei protagonisti di Adventure.Megadigievolve in WarGreymon di cui l'attacco supremo è "Forza solare".
- Gabumon: uno dei protagonisti di Adventure. Megadigievolve in MetalGarurumon di cui l'attacco supremo è "turbine glaciale".
- Biyomon: Una dei protagonisti di Adventure. Megadigievolve in Phoenixmon di cui l'attacco supremo è "Esplosione stellare".
- Tentomon: Uno dei protagonisti di Adventure. Superdigievolve in MegaKabuterimon di cui l'attacco supremo è "Corno demolitore".
- Gomamon: Uno dei protagonisti di Adventure. Megadigievolve in Plesiomon di cui l'attacco supremo è "Impulso tremante".
- Gatomon: Una delle protagoniste di Adventure.Superdigievolve in Angewomon di cui l'attacco Supremo è "Freccia sacra".
- Veemon: Uno dei personaggi principali di Adventure 02. Digievolve in ExVeemon di cui l'attacco supremo è "Energia addominale".
- Wormmon: Uno dei protagonisti di Adventure 02. Digievolve in Stingmon di cui l'attacco supremo è "pungiglione venefico".
- Impmon: Protagonista secondario di Tamers. Megadigievolve in Beelzemon di cui l'attacco di supremo è "Doppio impatto".
- Guilmon: Uno dei protagonisti di Tamers. Matrixdigievolve in WarGrowlmon di cui l'attacco supremo è "Distruttori atomici."

Nemici modalità storia: i vari nemici che si trovano nella modalità storia.
- ShellNumemon
- Apemon
- Goblimon
- Tortomon
- Cyclopemon
- Mushromon
- Boltomon
- Ebemon
- SkullMammothmon

Personaggi secondari: Personaggi che appaiono di tanto in tanto nella storia.
- MagnaDramon: Digimon drago angelico che è lo sponsor ufficiale del torneo e superiore di Gatomon.
- Neemon: Presentatore del torneo. Dirà le regole base del gioco.

Boss: I digimon leggendari contaminati dal virus.il personaggio scelto per fare la modalità storia dovrà sconfiggerne il suo per salvare DigiWorld. Le battaglie boss si svolgono con la Digievoluzione attivata per tutto il tempo.la battaglia è sopravvivenza con una sola vita ad entrambi. Alcuni sono boss di 2 personaggi, altri di uno solo.se si sconfigge un boss per la prima volta, verrà sbloccata la sua carta e potrà essere scelto come fusione alternativa del personaggio per le battaglie.Ecco i vari boss
- Shoutmon DX: Boss di Shoutmon, nonché in parte una sua DigiFusione. Il suo attacco supremo è "doppia crocie coraggiosa."
- Shoutmon X5B: Boss di Dorulumon e di Impmon nonché in parte una loro DigiFusione. Il suo attacco supremo è "Impatto distruttore"
- Omnimon: Boss di Agumon e Gabumon nonché la loro DNA Digievoluzione. Il suo attacco supremo è "Spada leggendaria".
- Examon: Boss di Biyomon e Gatomon. Il suo attacco supremo è "Cancello di Avalon".
- TyrantKabuterimon: Boss di Tentomon. Il suo attacco supremo è "Insetto Splendente".
- Aegisdramon: Boss di Gomamon. Il suo attacco supremo è "Distruttore splendente."
- Imperialdramon Fighter Mode: Boss di Veemon e Wormmon nonché la loro DNA Digievoluzione. Il suo attacco supremo è "Luce suprema".
- Gallantmon: Boss di guilmon nonché la sua Biodigievoluzione. il suo attacco supremo è "Scudo supersonico".

## Doppiaggio
Nella versione americana e europea del gioco vi è il doppiaggio americano.
| Personaggio                 | Doppiatore americano   |
| --------------------------- | ---------------------- |
| Dorulumon                   | Lex Lang               |
| Agumon                      | Lex Lang               |
| WarGreymon                  | Lex Lang               |
| Omnimon                     | Lex Lang               |
| Examon                      | Lex Lang               |
| Shoutmon                    | Brian Diskin           |
| OmniShoutmon                | Brian Diskin           |
| Shoutmon X4                 | Brian Diskin           |
| Shoutmon X5B                | Brian Diskin           |
| Shoutmon DX                 | Brian Diskin           |
| Gallantmon                  | Brian Diskin           |
| Gabumon                     | Kirk Thornton          |
| MetalGarurumon              | Kirk Thornton          |
| Omnimon                     | Kirk Thornton          |
| Veemon                      | Derek Stephen Prince   |
| ExVeemon                    | Derek Stephen Prince   |
| ImperialDramon Fighter Mode | Derek Stephen Prince   |
| Impmon                      | Derek Stephen Prince   |
| Beelzemon                   | Derek Stephen Prince   |
| Wormmon                     | Paul St.Peter          |
| Stingmon                    | Paul St.Peter          |
| ImperialDramon Fighter Mode | Paul St.Peter          |
| Gatomon                     | Mary Elizabeth McGlynn |
| Angewomon                   | Mary Elizabeth McGlynn |
| Biyomon                     | Mela Lee               |
| Phoenixmon                  | Mela Lee               |
| Tentomon                    | R. Martin Klein        |
| MegaKabuterimon             | R. Martin Klein        |
| TyrantKabuterimon           | R. Martin Klein        |
| Gomamon                     | R. Martin Klein        |
| Plesiomon                   | R. Martin Klein        |
| Aegisdramon                 | R. Martin Klein        |
| Guilmon                     | Steven Blum            |
| WarGrowlmon                 | Steven Blum            |
| Gallantmon                  | Steven Blum            |

## Curiosità
- Bolton e Ebemon sono dei Digimon di livello mega, ma in questo gioco sono erroneamente classificati al livello evoluto.